# Elegia asperiflora
Elegia asperiflora là một loài thực vật có hoa trong họ Restionaceae. Loài này được (Nees) Kunth mô tả khoa học đầu tiên năm 1841.